# Ragösen (Bad Belzig)
Das Straßendorf Ragösen ist ein Ortsteil von Bad Belzig mit 541 Einwohnern (Stand: 13. November 2023). Es liegt 11 Kilometer nördlich der Kreisstadt Bad Belzig im Naturpark Hoher Fläming. In der Ortsmitte befindet sich eine 1910 umfassend rekonstruierte Kirche.

## Allgemeine Daten, Namensgebung
Das Dorf Ragösen grenzt im Westen an die Endmoränenlandschaft des Hohen Flämings. Östlich schließen sich die Belziger Landschaftswiesen beziehungsweise das Baruther Urstromtal an. Im Norden fließt der Bullenberger Bach durch die gleichnamige zu Ragösen gehörende Kolonie, östlich die Temnitz. Benachbarte Dörfer sind im Süden Dippmannsdorf, im Westen Groß Briesen und im Norden Golzow. Verkehrsmäßig erschlossen ist der Ort durch die von Bad Belzig nach Brandenburg an der Havel verlaufende Bundesstraße 102. Zwischen den Ortsteilen Ragösen und Dippmannsdorf befindet sich ein stillgelegter Bahnhof der eingleisigen Brandenburgischen Städtebahn.
Ragösen wird erstmals 1323 in einer Urkunde von Herzog Rudolf I. als „villa Rogosene“ erwähnt. Dort muss ein Hof mit 4 Hufen Land Abgaben an das neue Hospital zu Belzig und die dortige Katharinenkapelle leisten. Der Ortsname ist slawischen Ursprungs. Er ist eine Ableitung des sorbischen Wortes rogož, was so viel wie Schilf oder Rohrkolben bedeutet.

## Geschichte

### Mittelalter

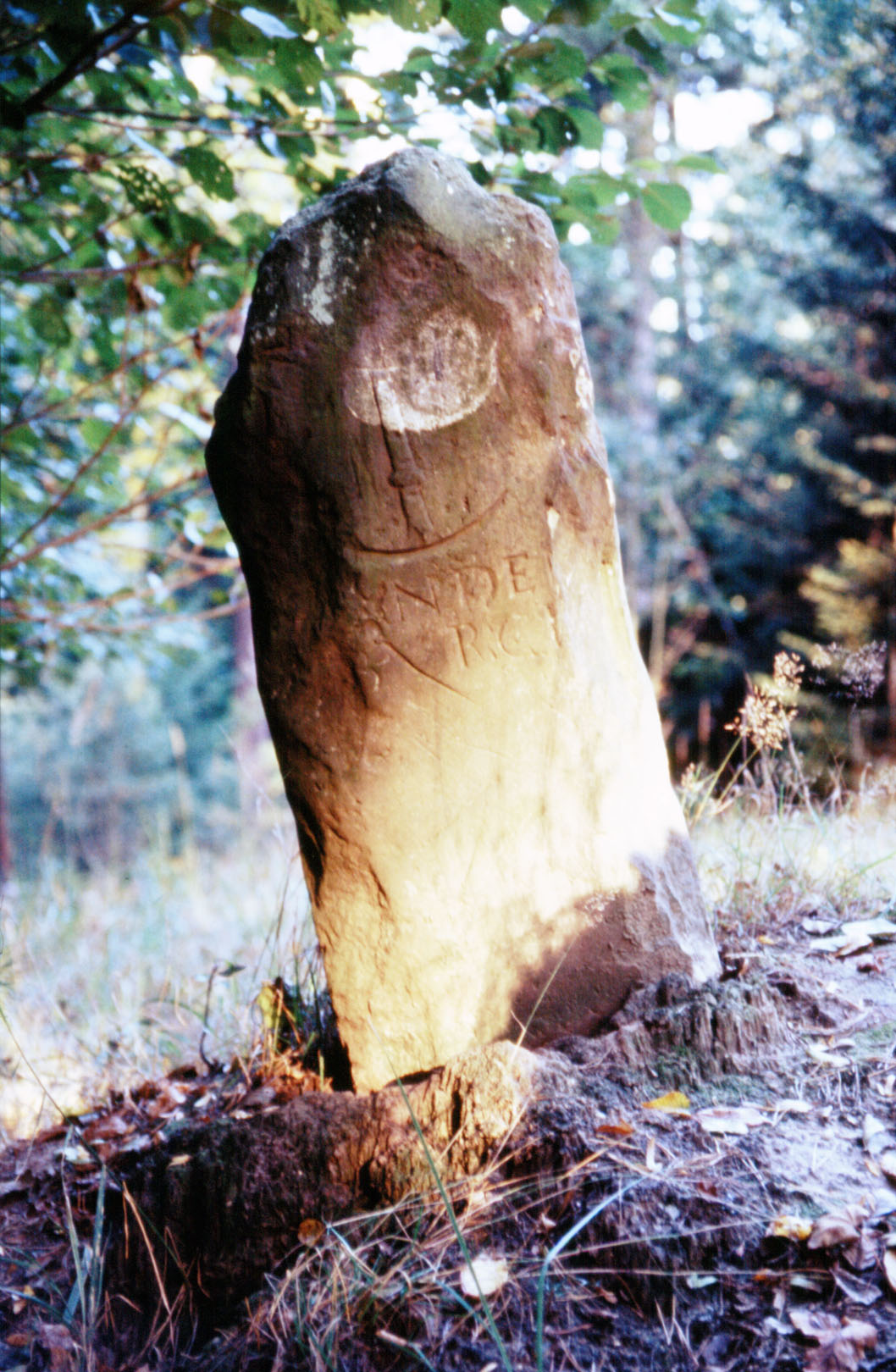
Um 1580 errichteter Grenzstein bei Ragösen.

Etwa um die Mitte des 12. Jahrhunderts hatten die aus dem Gebiet der unteren Saale stammenden Belziger Grafen eine ausgedehnte Adelsherrschaft errichtet, zu der auch Ragösen gehörte. Nach dem Tode des letzten Belziger Grafen übernahmen die Wittenberger Herzöge deren Besitzungen. Die veränderten politischen Verhältnisse führten zu neuen Grenzverläufen. Ragösen lag nun im äußersten Norden des vergrößerten Herzogtums Wittenberg, nur zwei Kilometer von der Grenze zu Brandenburg entfernt. Auch das Erzbistum Magdeburg grenzte im Norden an das Herzogtum. Diese Lage Ragösens wirkte sich oft verheerend auf die Einwohner aus, denn bei den häufigen kriegerischen Auseinandersetzungen um territoriale Zugewinne kam es zu ständig wechselnden Allianzen zwischen dem Herzog von Sachsen, dem Markgrafen von Brandenburg und dem Erzbischof von Magdeburg. Die Folge waren Truppendurchzüge durch Ragösen, verbunden mit Drangsalierungen und Plünderungen. Am Ende des Spätmittelalters wurden mehrere Dörfer in der Nähe Ragösens aufgegeben. Die Ursachen sind nicht bekannt. Die Bewohner der wüst gefallenen Orte siedelten sich teilweise in Ragösen an. Infolge des Bevölkerungswachstums entstand etwa um 1500 die Pfarre Ragösen und um 1571 eine erste Kirche.

### Zolleinnahmestelle
Die Grenze zwischen Sachsen und Brandenburg im Bereich Brück – Ragösen – Groß Briesen war besonders umstritten. Land- und forstwirtschaftliche Nutzung gingen von beiden Seiten über die Grenze und führten häufig zum Streit. 1452 vereinbarten der Herzog von Sachsen und der Markgraf von Brandenburg die Klärung des Problems. Etwa zur gleichen Zeit wurde in Ragösen eine Geleitstelle (Nebenzolleinnahmestelle) eingerichtet. Die Zolleinnahmestelle erwies sich für den sächsischen Kurfürsten als sehr lukrativ und ermöglichte auch den schlossähnlichen Ausbau der Burg Eisenhardt in Belzig. Nach erneuten Grenzstreitigkeiten wurde um 1580 deren Aussteinung (Setzen von Grenzsteinen) begonnen. Dazu wurden bearbeitete Sandsteine mit den Wappen Sachsens und Brandenburgs fast an der gesamten Nordgrenze Sachsens aufgestellt.

### Kolonie Bullenberg

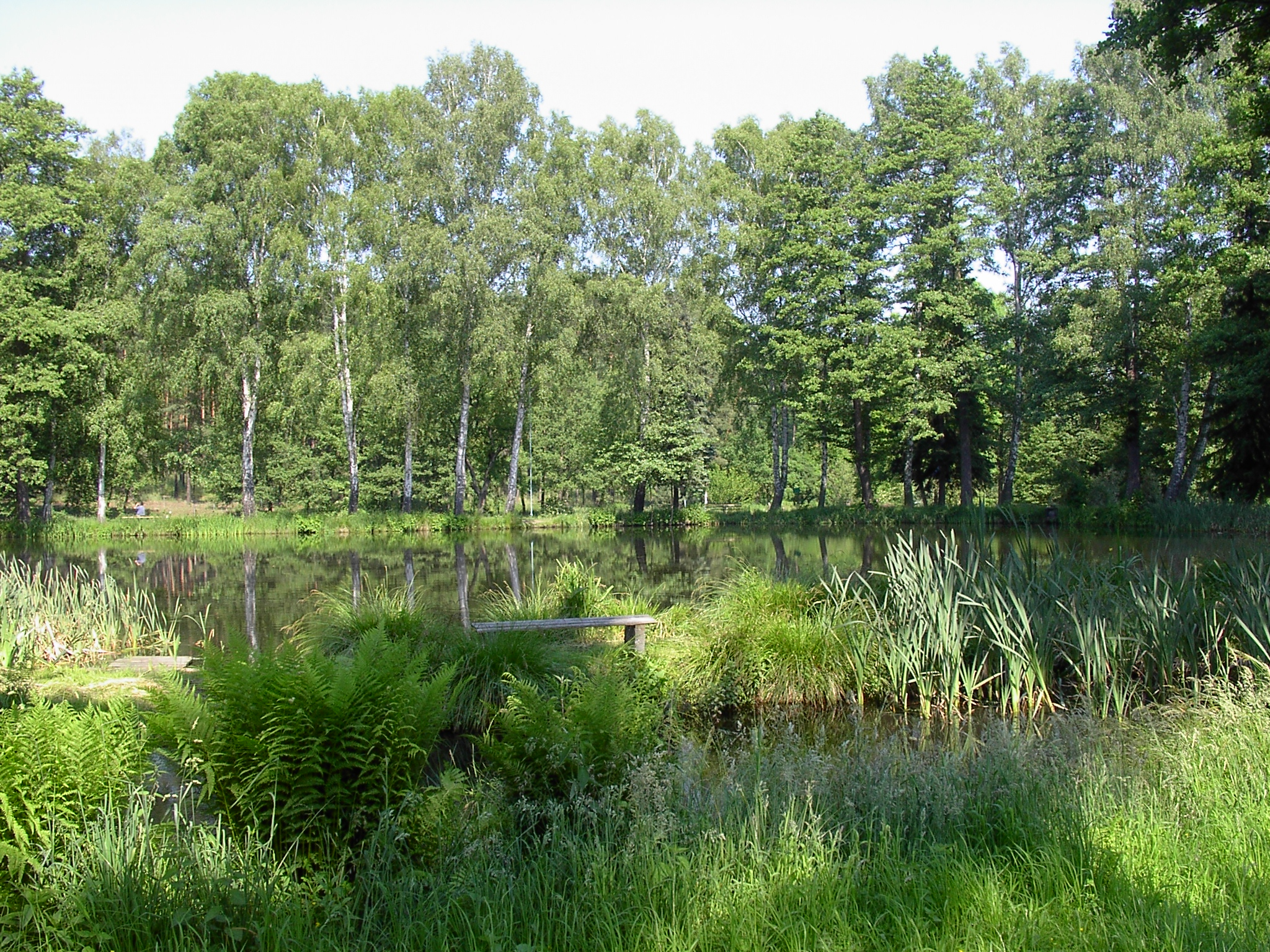
Mühlenteich

Im Jahre 1582 verkaufte Kurfürst August von Sachsen die am Zusammenfluss von Briesener Bach und Polzbach gelegene Mahlmühle zusammen mit dem Schäfereivorwerk Bullenberg an Ernst von Thümen auf Klein Briesen. Damit wurde erstmals das „Forwergk am Bolenberg“ in einer Urkunde erwähnt. Dieses Vorwerk entwickelte sich zu einem Siedlungskern in unmittelbarer Nachbarschaft Ragösens. 1823 wurde die Kolonie Bullenberg nach Ragösen eingemeindet.

### Dreißigjähriger Krieg
Die Dörfer Ragösen und Bullenberg hatten auch unter den Auswirkungen des Dreißigjährigen Krieges zu leiden. Von den ursprünglich 170 Einwohnern Ragösens überlebten nur 90 diesen Krieg. 1640 wurde mit dem Neubau des Dorfes begonnen und 1649 die baufällige Kirche repariert. Aber nur 20 Jahre später zerstörte ein Blitzschlag den Turm und beschädigte die Kirche. 1669/70 konnten die Schäden beseitigt werden. 1702 wurde im Ort Bullenberg eine neue Mahlmühle gebaut.

### 18. Jahrhundert
Das 18. Jahrhundert beginnt erneut mit Not und Elend für die Bewohner Ragösens. Der sächsische Kurfürst Friedrich August I. wurde 1697 König von Polen. Wegen eines Streites um polnische Gebiete an der Ostsee kam es zum Krieg mit Schweden. Die Schweden fielen 1706 in Sachsen ein. Beim Herannahen der Schweden flüchteten Ragösener Bewohner über die Grenze nach Preußen.

### Moderne
Nach den Befreiungskriegen 1813 und den Bestimmungen des Wiener Kongresses musste Sachsen fast die Hälfte seines Territoriums an Preußen abtreten. Zu den abgetretenen Landstrichen gehörte auch das Amt Belzig, Ragösen wurde preußisch.
In beiden Weltkriegen mussten viele Ragösener ihr Leben lassen. Ein Ehrenmal im Winkel und Gedenktafeln in der Kirche erinnern an die Gefallenen und mahnen die Lebenden. Nach Kriegsende 1945 stieg die Einwohnerzahl Ragösens durch den Zustrom heimatlos gewordener Menschen auf 1100.

### Eingemeindung
Ragösen wurde am 31. Dezember 2002 nach (Bad) Belzig eingemeindet.

## Sehenswürdigkeiten und Kultur
- Die Dorfkirche Ragösen ist eine Saalkirche aus dem Jahr 1910, die vermutlich unter Einbeziehung einer mittelalterlichen Feldsteinkirche errichtet wurde. Im Innern steht unter anderem eine Fünte aus dem Jahr 1663.

## Verkehr
Der öffentliche Personennahverkehr wird unter anderem durch den PlusBus des Verkehrsverbund Berlin-Brandenburg erbracht. Folgende Verbindungen führen, betrieben von der Regiobus Potsdam-Mittelmark, durch Ragösen:
- Linie 580: Bad Belzig ↔ Ragösen ↔ Golzow ↔ Lehnin ↔ Werder ↔ Potsdam
- Linie 581: Bad Belzig ↔ Ragösen ↔ Golzow ↔ Lehnin ↔ Brandenburg